# Екстабулација
Екстабулација је врста земљишнокњижног уписа којим се у тапијском систему врши безусловно брисање интабулираног (земљишнокњижног) права. 
Ова мера се често спроводи након извршене национализације. По службеној дужности, у тим случајевима се извршава екстабулација разних терета уписаних на подржављеним непокретностима.